# Al-Kanakijja
Al-Kanakijja (arab. القناقية) – miejscowość w Syrii, w muhafazie Hims. W 2004 roku liczyła 1647 mieszkańców.